# Andrius Pojavis
Andrius Pojavis (født 1983) er en litauisk sanger. Han repræsenterede Litauen ved Eurovision Song Contest 2013.